# Esquadrão N.º 25 da RAAF
O Esquadrão N.º 25 é um esquadrão de reserva da Real Força Aérea Australiana (RAAF). Está colocado na Base aérea de Pearce, em Perth, Austrália Ocidental, e é parte da Asa de Combate de Reserva. O esquadrão foi formado em 1937 e até 1939 era conhecido como Esquadrão N.º 23. Durante a Segunda Guerra Mundial, serviu o seu país desempenhando missões de defesa aérea da região de Perth, e posteriormente assumiu o papel de realizar operações aéreas em cooperação com o Exército Australiano. Em 1945, assumiu o papel de esquadrão de bombardeiros pesados. Depois do cessar das hostilidades, o esquadrão foi dissolvido. Erguido novamente em 1948, actua desde então como esquadrão de reserva.